# Chris Cauwenberghs
Chris Cauwenberghs (Hemiksem, 4 februari 1947 – Veurne, 23 april 2025) was een Vlaams acteur.
Hij studeerde drama aan het Koninklijk Conservatorium te Brussel. Van 1997 tot 2014 speelde hij de rol van Kabouter Lui in de jeugdreeks Kabouter Plop. In april 2012 speelde hij de rol van Broeder Tuck in de hername van de musical Robin Hood van Studio 100, waarin Jelle Cleymans de hoofdrol had.
In 2014 werd bij Cauwenberghs keel- en lymfeklierkanker vastgesteld, waardoor hij een tijdje niet meer kon optreden als Kabouter Lui. In 2016 werd hij genezen verklaard. Hij besloot echter zijn rol als Kabouter Lui niet meer op zich te nemen.
Op 23 april 2025 overleed hij in zijn slaap aan de gevolgen van hartfalen. Hij werd 78 jaar.

## Filmografie
- International Standard Name Identifier: 0000 0001 3360 1142
- MusicBrainz: 2c1f2215-a287-4fbb-a3be-128bd42953a4
- Nederlandse Thesaurus van Auteursnamen: 370322649
- Virtual International Authority File: 309880011
- WorldCat: E39PBJcKKcCGKxJ3fJQfRG78md